# Институт по физикохимия „Академик Ростислав Каишев“
Институтът по физикохимия „Академик Ростистлав Каишев“ е научно звено в научно-изследователското направление по нанонауки, нови материали и технологии на Българската академия на науките. В института се извършват фундаментални и приложни изследвания в областта на нови кристални и аморфни материали – наноструктурни метални, сплавни, оксидни и полимерни слоеве, керамика и стъклокерамика. Осъществява се синтез и характеризиране на високотехнологични, мултифункционални, микро- и нанокомпозитни материали, предназначени за индустрията, опазването на околната среда и подобряване на качеството на живот.
В института се работи върху извличане на метали от отпадни суровини чрез електроекстракция и електрорафинация; получаване на екологични материали от промишлени отпадъци; създаване на ефективни препарати за почистване на транспортни контейнери за петролни, хранителни и химически продукти.